# Katalanische Musik des 20. Jahrhunderts
Die sozialen, ästhetischen und politischen Umwälzungen des 20. Jahrhunderts trafen verschiedene Generationen von katalanischen Musikern vor und nach der Katastrophe des Spanischen Bürgerkrieges in je eigener Weise. Für die Musik im 20. Jahrhundert und die Neue Musik in Katalonien und Barcelona waren der deutschsprachige und der französische Musikkulturbereich die bedeutenden musikalischen Referenzpunkte. Die Katalanische Musik des 20. Jahrhunderts entwickelte in Barcelona musikalisch einen dritten Weg zwischen den beiden Hauptreferenzen in Wien und Paris.

## Entwicklung

### Anfang des Jahrhunderts
Der Geist der Avantgarde, den die Musik des gesamten 20. Jahrhunderts kennzeichnet, wurde zu Beginn des Jahrhunderts von der Zweiten Wiener Schule um Arnold Schönberg, Alban Berg und Anton Webern inspiriert. Deren ästhetische und harmonische Ideale waren in das neue Zwölf-Ton-System gefasst.
Der Komponist Robert Gerhard führte dieses neue musikalische Paradigma in die katalanische Musikkultur ein. Er wurde daraufhin paradigmatisch im Spanischen Bürgerkrieg als Anhänger einer Katalanischen und Gegner einer wahren Spanischen Musikkultur stigmatisiert. Gerhard ging Mitte der 1930er Jahre zunächst nach Paris und später nach Oxford ins Exil. Er war ein Schüler von Enric Granados und Felip Pedrell. Insbesondere letzterer führte in Katalonien die modernistischen Musiker um 1920 an die moderne internationale Avantgarde heran. Gerhard war neben den Komponisten Manuel Blancafort, Ricard Lamote de Grignon, Joan Gibert i Camins, Agustí Grau, Baltasar Samper, Eduard Toldrà und Frederic Mompou, die, ab 1931 organisiert in der Gruppe Compositors Independents de Catalunya, den Weg auf eine Neue Musik hin gingen und den postromantischen Stil zu überwinden suchte.

### Vor dem Bürgerkrieg
Arnold Schönberg besuchte 1931 und 1932 zweimal Robert Gerhard in Barcelona. Der Wiener Komponist gab einer seiner Töchter den katalanischen Vornamen Nuria. Über diese Anekdote hinaus wichtig an diesen Besuchen war die Tatsache, dass die katalanische Musikkultur in engsten Kontakt mit der entsprechenden europäischen Musikkultur kam, die selbst neuen und unabhängigen künstlerischen Wegen folgte. Diese musikkulturelle Beziehung von Robert Gerhard mit den genannten Wiener Musikkreisen wurde 1936 beim 14. Festival der Internationalen Gesellschaft für zeitgenössische Musik (SIMC) und bei der Gründung der International Society of Musicology in Barcelona gefeiert. In diesem Kontext zu nennen sind die Sängerin Conxita Badia und der Cellist und Dirigent Pau Casals, die das Projekt ''Neue Musik'' mit all ihren künstlerischen Möglichkeiten aktiv unterstützten. Dieses Event rückte Barcelona an die Seite der Musikkapitalen Europas. Die Tagungen wurden von Hermann Scherchen geleitet. Das Violinstück Dem Andenken eines Engels von Alban Berg wurde hierbei uraufgeführt.

### Nach dem Bürgerkrieg
Der Spanische Bürgerkrieg beendete Gerhards Traum. Er musste wie viele andere (genannt seien hier Jaume Pahissa sowie Joan und Ricard de Lamote de Grignon) ins Exil oder die Innere Emigration gehen. Auf der anderen Seite litten Musiker wie Eduard Toldrà unter der kulturellen Notsituation Kataloniens nach dem Bürgerkrieg. Mit Toldrà konnte Katalonien das öffentliche Musikleben wieder aufnehmen. Er war zum Leiter des Orquestra Municipal de Barcelona ernannt worden, aus dem das heutige Symphonieorchester Barcelonas und das katalanische Nationalorchester hervorgegangen sind. Toldrà verband die musikalische Sensibilität der ersten Hälfte des 20. Jahrhunderts mit Musiktiteln wie der Oper El giravolt de maig („Mai-Wirbel“) und dem Streichquartett Vistes al mar („Meerblick“). Musikalisch greifen diese Stücke auch auf französische Traditionslinien der Neuen Musik zurück. Weitere Beispiele dieser außerordentlichen musikalischen Sensibilität lieferten Manuel Blancafort mit seiner Cantata a la Verge Maria („Kantate für die Jungfrau Maria“) und Frederic Mompou in seiner Música callada („Stille Musik“), in denen sie auf Gabriel Fauré und Claude Debussy zurückgriffen.
Etwas entfernt von der Generation Toldrà, Blancafort und Mompou und weiterentwickelt hatten sich Komponisten wie der Gerhard-Schüler Joaquim Homs (1906–2003) und Xavier Montsalvatge. Beiden – obwohl als Komponisten der „Verlorenen Generation“ qualifiziert – gelang es, ein eigenes musikalisches Erbe zu schaffen, das sich auf die Unabhängigkeit der Kunst bei gleichzeitigem Stehen in der Tradition berief. Homs, der auch als Violoncellist wirkte, hinterließ ein breites, alle musikalischen Genres umgreifendes Werk, das im Einklang mit den Forderungen der Zwölf-Ton-Technik stand. Xavier Montsalvatge dagegen nutzte explizit in seinen Kompositionen künstlerische Mittel von Maurice Ravel und Igor Stravinsky, um eine expressionistische Atonalität zu erzeugen, ohne dabei seine „mediterrane Leuchtkraft“ zu verleugnen. Sein gleichzeitiges Wirken als Musikkritiker in Medien wie Destino und La Vanguardia ermöglichte ihm eine privilegierte Perspektive auf das katalanische Musikleben. Werke wie die Cinco canciones negras („Fünf schwarze Gesänge“) und das Concerto breve per a piano mit Widmung an Alicia de Larrocha geben hiervon Zeugnis.

### Neuaufbruch ab 1950
Anfang der 1950er Jahre bereicherte eine neue Komponistengeneration das Musikleben. Xavier Benguerel (* 1931), Sohn des Schriftstellers Xavier Benguerel i Llobet, der Katalonien nach Francos Sieg im Bürgerkrieg ins Exil verlassen musste, kehrte 1954 nach Barcelona zurück. Er schloss sich, ebenso wie die Komponisten Joan Guinjoan und Josep Soler, der sogenannten Generació de 51 an. Alle griffen auf Cristòfor Taltabull als Lehrer und Vorbild zurück. Der katalanische Musiker und Komponist Taltabull bildete die Brücke zwischen den musikalischen Ansätzen aus den ersten Jahrzehnten des 20. Jahrhunderts und denjenigen Künstlern, die ab 1960 künstlerisch Ziele einer Neuen Musik zu erreichen suchten. Guinjoan war wie Benguerel Schüler von Taltabull. Er folgte ästhetisch einem Trend, der stark beeinflusst war von Bartók und Strawinsky, aber dennoch deutliche Elemente der französischen Schule aufnahm.

## Katalonien als Musikregion
Katalonien war und ist auf geschilderte Weise eine Region, in der musikalisch verschiedene Strömungen produktiv zusammenliefen und -laufen. Neben der deutschen und französischen Tradition flossen auch die italienische und die spanische in das Musikleben Kataloniens ein. Komponisten wie Josep M. Mestres Quadreny riskierten immer mehr auf dem Weg zu einer Neuen Musik und brachten einen spezifischen Stil hervor, ähnlich wie sich ein solcher im Bereich der Bildenden Kunst bei Künstlern wie Joan Miró und Joan Brossa herausbildete.

## Quelle
- Government of Catalonia: Twentieth century. In: www20.gencat.cat. Generalitat de Catalunya, archiviert vom Original am 5. April 2013; abgerufen am 29. März 2020 (englisch, Artikel zur katalanischen Musik des 20. Jahrhunderts. Hinweis zur Nutzung).